# Józef Lê Đăng Thị
Św. Józef Lê Đăng Thị (wiet. Giuse Lê Đăng Thị) (ur. ok. 1825 r. w Kẻ Văn, prowincja Quảng Trị w Wietnamie – zm. 25 października 1860 r. w An Hoà, Prowincja Quảng Nam w Wietnamie) – męczennik, święty Kościoła katolickiego.

## Życiorys
Józef Lê Đăng Thị urodził się w rodzinie o wojskowych tradycjach. Podobnie jak jego ojciec został żołnierzem. Po pewnym czasie objął komendę nad żołnierzami w Hà Tĩnh. Następnie przeniesiono go do Nghệ An, gdzie się ożenił. Po wydaniu 15 grudnia 1859 r. edyktu królewskiego nakazującego aresztowanie urzędników i żołnierzy chrześcijan, zgodnie z radą wojskowego dowódzcy miasta, złożył rezygnację z wojska z powodów zdrowotnych. Po jej przyjęciu powrócił do swojego miasta rodzinnego zostawiając żonę i dzieci w Nghệ An. Mimo to został aresztowany w 1860 r. Już po wydaniu na niego wyroku śmierci został przeniesiony do więzienia w Huế. Stracono go w An Hoà. Został pochowany na terenie swojej parafii. Obecnie relikwie męczennika znajdują się w kościele redemptorystów w Huế.

## Kult
Dzień wspomnienia: 24 listopada w grupie 117 męczenników wietnamskich.
Beatyfikowany 2 maja 1909 r. przez Piusa X. Kanonizowany przez Jana Pawła II 19 czerwca 1988 r. w grupie 117 męczenników wietnamskich.